# قاعدة السحاب

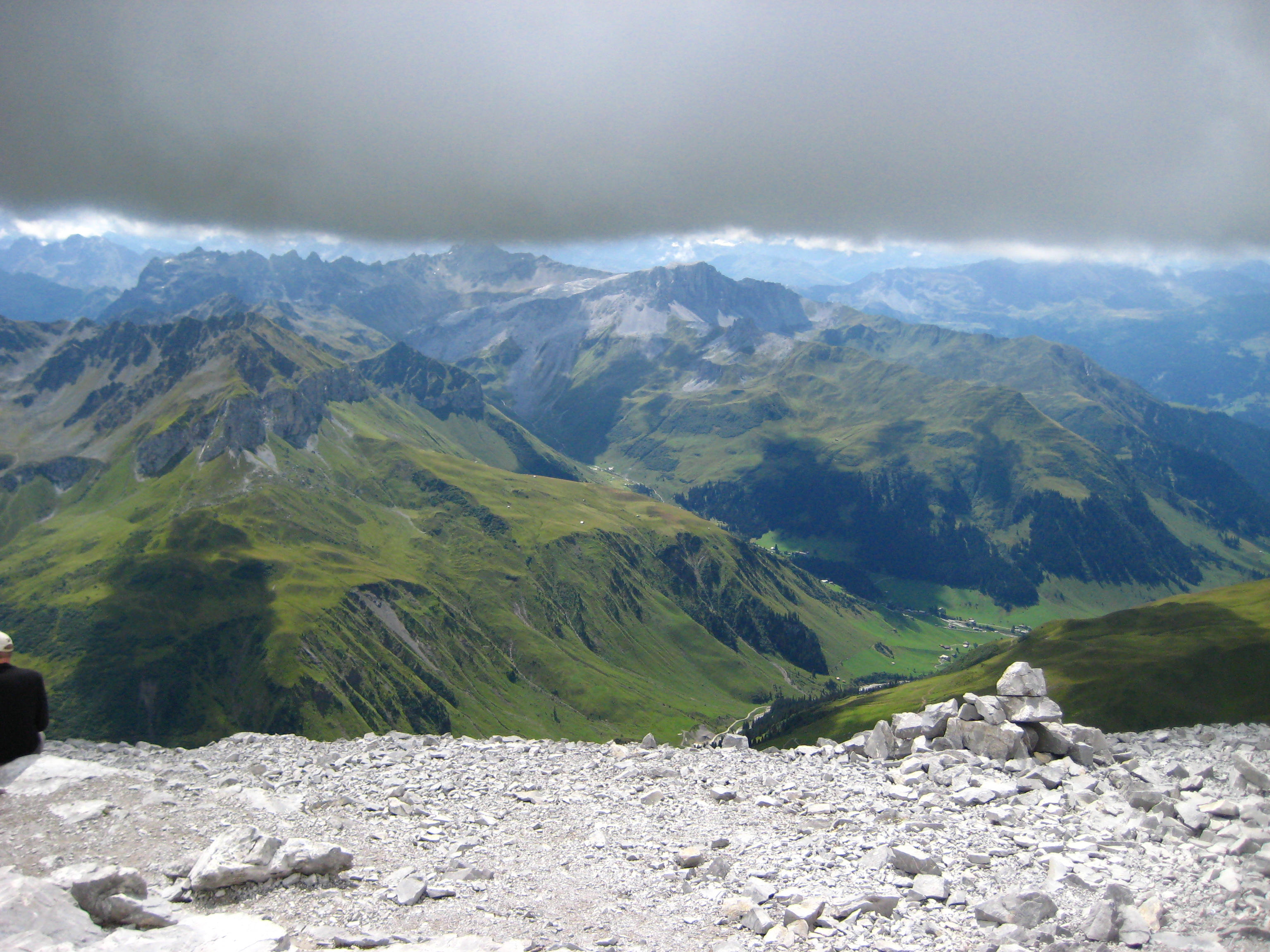

قاعدة السحاب (أو مستوى التكثف) هو أدنى ارتفاع للقسم المرئي من السحاب.
عادة ما يقاس هذا الارتفاع بالأقدام أو الأمتار فوق مستوى سطح البحر.

## اقرأ أيضاً
- مسجل ارتفاع السحاب